# Can’t Get Enough of Your Love, Babe
Can’t Get Enough of Your Love, Babe ist ein Lied von Barry White aus dem Jahr 1974, das von ihm geschrieben und produziert wurde. Es erschien auf dem Album Can’t Get Enough.

## Geschichte
Can’t Get Enough of Your Love, Babe ist mit üppigen Streicherarrangements und – wie es dem Genre entspricht – mit Disco-Beats unterlegt, im Gegensatz zur LP-Version singt Barry White in der Single-Version schon beim Anfang, da sie anders aufbereitet wurde.
Die Veröffentlichung war am 25. Juli 1974, in den Vereinigten Staaten wurde der Soul/Disco-Song zum Nummer-eins-Hit.
In Filmen wie Cookie, Beautiful Girls (in der Version der Afghan Whigs), Total verknallt in Tad Hamilton, Robots, 16 Blocks, die Episode Tricks und Legenden aus Supernatural sowie aus den Simpsons die Episoden Das Schlangennest und Homer liebt Mindy fand das Lied seine Verwendung.

## Kommerzieller Erfolg

### Chartplatzierungen
| ChartsChartplatzierungen       | Höchstplatzierung | Wochen |
| ------------------------------ | ----------------- | ------ |
| Deutschland (GfK)              | 25 (8 Wo.)        | 8      |
| Vereinigte Staaten (Billboard) | 1 (12 Wo.)        | 12     |
| Vereinigtes Königreich (OCC)   | 8 (12 Wo.)        | 12     |

### Auszeichnungen für Musikverkäufe
| Land/Region                  | Auszeichnungen für Musikverkäufe (Land/Region, Auszeichnung, Verkäufe) | Verkäufe  |
| ---------------------------- | ---------------------------------------------------------------------- | --------- |
| Neuseeland (RMNZ)            | Platin                                                                 | 30.000    |
| Spanien (Promusicae)         | Gold                                                                   | 30.000    |
| Vereinigte Staaten (RIAA)    | Gold                                                                   | 1.000.000 |
| Vereinigtes Königreich (BPI) | Silber                                                                 | 200.000   |
| Insgesamt                    | 1× Silber · 2× Gold · 1× Platin ·                                      | 1.260.000 |

## Coverversionen
- 1993: Taylor Dayne
- 1996: The Afghan Whigs
- 2004: Hall & Oates